# صومعه مریم مقدس، نوراشن
صومعه مریم مقدس، نوراشن (ارمنی: Սուրբ Աստվածածին վանք (Նորաշեն Ջուղայի շրջան)؛ انگلیسی: St. Astvatsatsin Monastery) یک کلیسا متعلق به کلیسای حواری ارمنی واقع در روستای نوراشن، جمهوری خودمختار نخجوان در جمهوری آذربایجان می‌باشد. ساخت و ساز این ساختمان در ۹۵۱ میلادی به پایان رسید. این بنا به سبک معماری ارمنی طراحی شده‌است.